# Miohydnocera wolcotti
Miohydnocera wolcotti là một loài bọ cánh cứng trong họ Cleridae. Loài này được Wickham miêu tả khoa học năm 1913.